# Helga Moser
Helga Moser (* 30. Oktober 1944 in Feldsberg, Reichsgau Niederdonau) ist eine ehemalige österreichische Politikerin der Freiheitlichen Partei Österreichs (FPÖ). Sie war oberösterreichische Landtagsabgeordnete, österreichische Bundesrätin und Gemeinderätin der Stadt Linz.

## Ausbildung und Beruf
Nach dem Besuch der Pflichtschule ließ sie sich zur Kindergärtnerin und Horterzieherin ausbilden und war anschließend von 1962 bis 1968 als Privaterzieherin in Leutstetten/Bayern und Genua/Italien tätig bzw. als Kindergärtnerin beim Magistrat der Stadt Linz beschäftigt. Sie begann im Jahr 1974 eine Unterrichtstätigkeit an der Bundesbildungsanstalt für Kindergartenpädagogik und machte in den Jahren 1989 bis 1991 eine Ausbildung zur Sonderkindergärtnerin.

## Politischer Werdegang
Helga Moser war in den Jahren 1991 bis 1997 Mitglied des Linzer Gemeinderates und von Juli 1996 bis Oktober 1997 Mitglied des Österreichischen Bundesrats. Als Landtagsabgeordnete im Oberösterreichischen Landtag wurde sie am 31. Oktober 1997 angelobt und war fortan in folgenden Ausschüssen tätig: Ausschuss für Verkehrsangelegenheiten, Sozialausschuss, Ausschuss für Bildung, Jugend und Sport, Ausschuss für Frauenangelegenheiten, Immunitäts- und Unvereinbarkeitsausschuss, Ausschuss für Petitionen und Rechtsbereinigungen.
Im Jahr 2009 beendete sie ihre politische Karriere nach der Landtagsperiode XXVI und ging in Pension.

## Privates
Helga Moser ist Mutter eines Sohnes. Seit ihrer Pensionierung widmet sie sich Sozialprojekten, insbesondere in der Ukraine. 2010 gründete sie einen deutschsprachigen Kindergarten in Lemberg (Lviv)/Westukraine und bildete Kindergärtnerinnen vor Ort aus.